# Lorenz Schlick

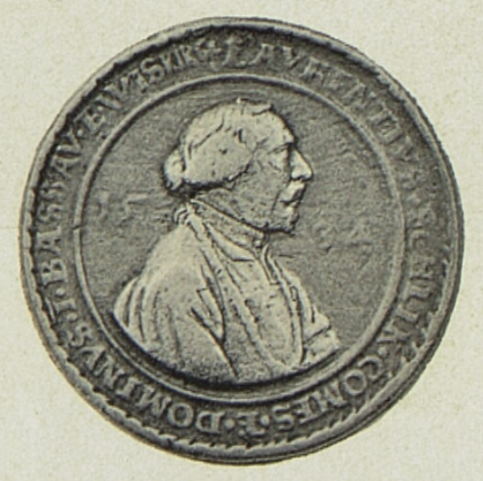
Lorenz Schlick Münze von 1534

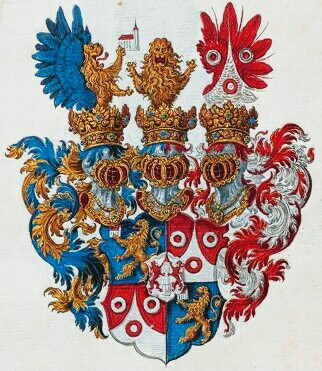
Wappen der Grafen Schlick

Lorenz Schlick, Graf zu Passaun und Weißkirchen, Herr auf Luditz, Rabenstein, Neudek und Tüppelsgrün (* um 1495; † 1583 in Tüppelsgrün) war ein böhmischer Adliger, königlicher Rat und Hauptmann der Prager Altstadt.

## Leben
Er entstammte dem einflussreichen böhmischen Adelsgeschlecht der Schlick. Seine Eltern waren Kaspar II. Schlick Graf zu Passaun und Weißkirchen und seine Frau Elisabeth geb. von Gutenstein. Aus der Ehe gingen zehn Söhne und drei Töchter hervor. Sein älterer Bruder Stephan Schlick trat 1515 das väterliche Erbe an.
Lorenz Schlick lehrte zusammen mit seinem Sohn Christoph Schlick seit 1520, zeitgleich zur Exkommunikation von Martin Luther, an der Universität Wittenberg als „Rector magnificus“. Nach dem Tode von Stephan Schlick, der seit seiner Teilnahme an der Schlacht bei Mohács 1526 als verschollen galt, fiel seinen Brüder Hieronymus und Lorenz Schlick das umfangreiche Erbe zu. Jedoch zog der böhmische Landesherr Ferdinand I. des königlichen Regals gewährte Münzprivileg ein. In Folge durften die Schlicks nur noch als Verweser mit Namen und Wappen des Königs weiter münzen, die Prägung des Joachimstaler wurde 1528 eingestellt. In St. Joachimsthal versahen Hieronymus und Lorenz Schlick als Förderer der Reformation die Kirchengemeinde ausschließlich mit lutherischen Geistlichen. In einem Schreiben ermahnte ihn 1532 der Reformator Martin Luther, die Sakramentarier und Wiedertäufer in der Bergstadt und deren Lehre nicht zu dulden.
Das Münzrecht zwar aberkannt, ließ Lorenz Schlick im Laufe seines Lebens mehrere Medaillen prägen, wie zur Feier seiner ersten Vermählung vor 1528 mit Katharina von Wartenberg, die auf der Rückseite das Brustbild seines in diesem Jahr verstorbenen Bruders Heinrich zeigt. Eine weitere wurde aus Anlass des Besuches seines Freundes und Gönners Kurfürst Johann Friedrich I. von Sachsen und seiner Gemahlin Sibylle von Jülich-Kleve-Berg 1534 in St. Joachimsthal herausgegeben. 1542 am Tag Donnerstag nach Christi Himmelfahrt verpfändete Heinrich IV. von Plauen, Burggraf von Meißen und Oberstkanzler von Böhmen, Lorenz Schlick auf fünf Jahre die Herrschaft Luditz, südlich des Duppauer Gebirges, nordöstlich des Tepler Hochlandes. Als Hofprediger in Luditz setzte er den Theologen Johannes Criginger aus Wittenberg ein, bis dieser 1548 eine Stelle in Marienberg annahm. Nach St. Joachimsthal wurde 1532 der Prediger Johann Mathesius aus Rochlitz berufen. 1542 bekannte sich Burian von Wahanec auf Schmilus zum Verkauf seines Besitzes in Malmeric an Lorenz Schlick. Des Weiteren kaufte Schlick 1542 das Gut Jabloň von Heinrich Jablonsky. 1543 nahm er mit seinem Neffen Joachim in Ungarn am Kriegszug gegen die Türken teil. Zur Fastenzeit 1544 hielt er sich wieder in St. Joachimsthal auf. 1545 stifteten er und sein Bruder Hieronymus Schlick die Tafel für den Altar der Pfarrkirche in St. Joachimsthal.
Im Schmalkaldischen Krieg von 1546 bis 1547 standen die Schlicks auf protestantischer Seite gegen Habsburg. Um die Macht und Einfluss der Familie zu brechen, wurde St. Joachimsthal und deren Bergwerke wieder unter königliche Verwaltung gestellt. Graf Albin Schlick, Mitglied des Schmalkaldischen Bundes, war außer Landes geflohen und sein konfisziertes Gut Neudek 1547 an seinen Vetter Lorenz Schlick übereignet, der seither größtenteils seinen Wohnsitz auf Schloss Neudek nahm. 1575 übergab Lorenz Schlick die Herrschaft an seinen Sohn Christoph Schlick, der noch zu seinen Lebzeiten 1578 starb. Wegen seines hohen Alters zog er sich nach Tüppelsgrün, am Südrand des Erzgebirges im Falkenauer Becken zurück. 1576 verlieh man ihm den Titel königlicher Rat und Hauptmann der Prager Altstadt. Lorenz Schlick der alle seine Brüder und Söhne überlebt hatte, starb 1583 auf seinem Alterssitz Tüppelsgrün und wurde am 11. Juli, dies war der 21. Juli gregorianischen Kalenders, in der Pfarrkirche St. Martin in Neudek neben seinem Sohn beigesetzt. Zu seinem Andenken wurden auch im benachbarten St. Joachimsthal die Glocken geläutet. 1602 erwarb sein Enkel Friedrich Colonna Freiherr von Fels die Herrschaft Neudek von seinem Vetter Graf Stephan Schlick. Sein Epitaph wurde zu Beginn des 18. Jahrhunderts von dem Mesner Maximilian Danhammer beraubt, der dafür die Todesstrafe erhielt.

## Familie
Graf Lorenz Schlick vermählte sich Katharina von Wartenberg und nach deren Tode mit Elisabeth de Barka. Seine Kinder waren:
- Johann Burian († um 1534), erhielt von Kaiser Karl V. das Ehrenamt eines Mundschenks
- Christoph (IV.) († 1578), Herr auf Neudek, ⚭ Barbara von Maschau
- Stephan (II.) († auf einem Kriegszug nach Ungarn)
- Anna Carolina, ⚭ Kaspar Colonna von Fels

## Vorfahren
|  |                                                       |  |  |  |  |  |  |  |  |  |  |  |  |
|  | Heinrich Schlick                                      |  |  |  |  |  |  |  |  |  |  |  |  |
|  |                                                       |  |  |  |  |  |  |  |  |  |  |  |  |
|  |                                                       |  |  |  |  |  |  |  |  |  |  |  |  |
|  | Matthes Schlick Graf zu Passaun-Weißkirchen           |  |  |  |  |  |  |  |  |  |  |  |  |
|  |                                                       |  |  |  |  |  |  |  |  |  |  |  |  |
|  |                                                       |  |  |  |  |  |  |  |  |  |  |  |  |
|  | Constantia von Collalto                               |  |  |  |  |  |  |  |  |  |  |  |  |
|  |                                                       |  |  |  |  |  |  |  |  |  |  |  |  |
|  |                                                       |  |  |  |  |  |  |  |  |  |  |  |  |
|  | Kaspar II. Schlick Graf zu Passaun-Weißkirchen        |  |  |  |  |  |  |  |  |  |  |  |  |
|  |                                                       |  |  |  |  |  |  |  |  |  |  |  |  |
|  |                                                       |  |  |  |  |  |  |  |  |  |  |  |  |
|  | Erkinger I. von Seinsheim, Freiherr von Schwarzenberg |  |  |  |  |  |  |  |  |  |  |  |  |
|  |                                                       |  |  |  |  |  |  |  |  |  |  |  |  |
|  |                                                       |  |  |  |  |  |  |  |  |  |  |  |  |
|  | Kunigunde von Schwarzenberg                           |  |  |  |  |  |  |  |  |  |  |  |  |
|  |                                                       |  |  |  |  |  |  |  |  |  |  |  |  |
|  |                                                       |  |  |  |  |  |  |  |  |  |  |  |  |
|  | Barbara von Abensberg                                 |  |  |  |  |  |  |  |  |  |  |  |  |
|  |                                                       |  |  |  |  |  |  |  |  |  |  |  |  |
|  |                                                       |  |  |  |  |  |  |  |  |  |  |  |  |
|  | Lorenz Schlick Graf zu Passaun-Weißkirchen            |  |  |  |  |  |  |  |  |  |  |  |  |
|  |                                                       |  |  |  |  |  |  |  |  |  |  |  |  |
|  |                                                       |  |  |  |  |  |  |  |  |  |  |  |  |
|  |                                                       |  |  |  |  |  |  |  |  |  |  |  |  |
|  |                                                       |  |  |  |  |  |  |  |  |  |  |  |  |
|  |                                                       |  |  |  |  |  |  |  |  |  |  |  |  |
|  | Burian von Gutenstein                                 |  |  |  |  |  |  |  |  |  |  |  |  |
|  |                                                       |  |  |  |  |  |  |  |  |  |  |  |  |
|  |                                                       |  |  |  |  |  |  |  |  |  |  |  |  |
|  |                                                       |  |  |  |  |  |  |  |  |  |  |  |  |
|  |                                                       |  |  |  |  |  |  |  |  |  |  |  |  |
|  |                                                       |  |  |  |  |  |  |  |  |  |  |  |  |
|  | Elisabeth von Gutenstein                              |  |  |  |  |  |  |  |  |  |  |  |  |
|  |                                                       |  |  |  |  |  |  |  |  |  |  |  |  |
|  |                                                       |  |  |  |  |  |  |  |  |  |  |  |  |
|  | Heinrich V. Graf von Ortenburg                        |  |  |  |  |  |  |  |  |  |  |  |  |
|  |                                                       |  |  |  |  |  |  |  |  |  |  |  |  |
|  |                                                       |  |  |  |  |  |  |  |  |  |  |  |  |
|  | Sigunda von Ortenburg                                 |  |  |  |  |  |  |  |  |  |  |  |  |
|  |                                                       |  |  |  |  |  |  |  |  |  |  |  |  |
|  |                                                       |  |  |  |  |  |  |  |  |  |  |  |  |
|  | Elisabeth von Torring                                 |  |  |  |  |  |  |  |  |  |  |  |  |
|  |                                                       |  |  |  |  |  |  |  |  |  |  |  |  |
|  |                                                       |  |  |  |  |  |  |  |  |  |  |  |  |